# Saint-Martin-de-Fugères
Saint-Martin-de-Fugères település Franciaországban, Haute-Loire megyében. Lakosainak száma 228 fő (2022. január 1.). Saint-Martin-de-Fugères Alleyrac, Le Brignon, Chadron, Goudet, Le Monastier-sur-Gazeille és Salettes községekkel határos.

## Népesség
A település népessége az elmúlt években az alábbi módon változott:
| Lakosok száma | 512  | 363  | 266  | 243  | 204  | 218  | 219  | 230  | 236  | 228  |
|               | 1968 | 1982 | 1990 | 2006 | 2013 | 2015 | 2017 | 2019 | 2020 | 2022 |